# Keir O'Donnell
Keir O'Donnell (født 8. november 1978 i Sydney, Australien) er en australsk skuespiller. Han er mest kendt for sin rolle som den mærkelige og homoseksuelle teenagesøn Todd Cleary i Wedding Crashers. Han har også haft en gæsteoptræden i et afsnit af hit tv-serien Lost.